# Vîșneakî, Vilneansk
Vîșneakî (în ucraineană Вишняки) este un sat în comuna Liubîmivka din raionul Vilneansk, regiunea Zaporijjea, Ucraina.

## Demografie
Componența lingvistică a localității Vîșneakî
     Ucraineană (100%)
Conform recensământului din 2001, toată populația localității Vîșneakî era vorbitoare de ucraineană (100%).